# Breite Straße 16 (Quedlinburg)

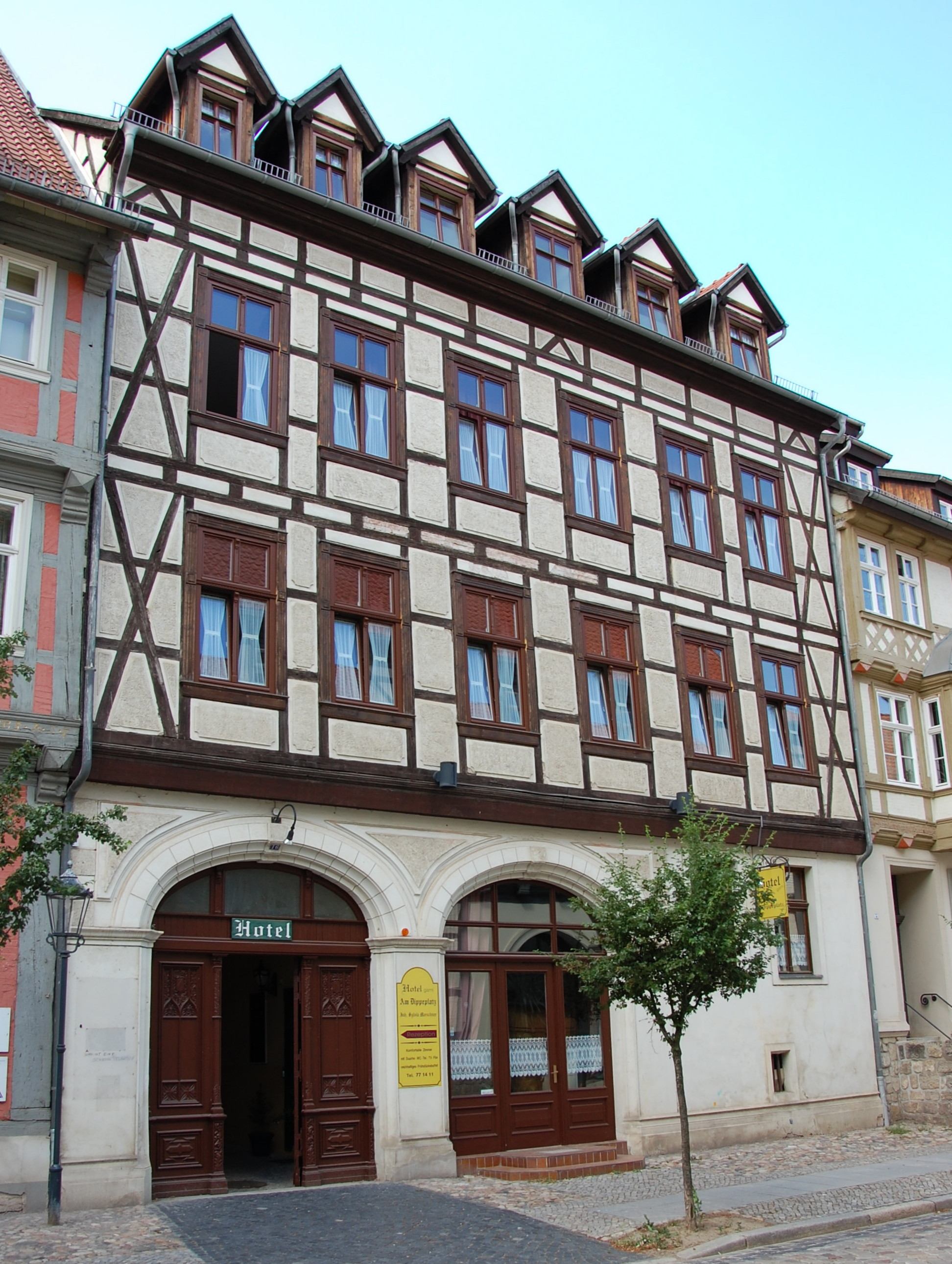
Haus Breite Straße 16

Das Haus Breite Straße 16 ist ein denkmalgeschütztes Gebäude in der Stadt Quedlinburg in Sachsen-Anhalt.

## Lage
Es befindet sich nordöstlich des Marktplatzes der Stadt und gehört zum UNESCO-Weltkulturerbe. Im Quedlinburger Denkmalverzeichnis ist es als Wohn- und Geschäftshaus eingetragen. Südlich des Hauses grenzt das gleichfalls denkmalgeschützte Haus Breite Straße 15, nördlich das Haus Breite Straße 17 an.

## Architektur und Geschichte
Das große Fachwerkhaus entstand als Ersatzneubau in der Zeit um das Jahr 1900. Im Erdgeschoss wurde ein Ladengeschäft eingerichtet. Die Erdgeschossfassade ist mit Arkaden versehen, die Fassade vor den beiden oberen Geschossen präsentiert sich als an der Quedlinburger Tradition ausgerichtete Fachwerkfassade. Auf der Nordseite des Hofs besteht ein Gebäudeflügel, dessen unterer Teil bereits im 18. Jahrhundert entstand.